# 特雷廖
特雷廖（義大利語：Treglio），是意大利基耶蒂省的一个市镇。总面积4.83平方公里，人口1598人，人口密度330.8人/平方公里（2009年）。ISTAT代码为069096。